# Ophiostoma ulmi
Ophiostoma ulmi е вид гъба от семейство Ophiostomataceae. Тя е един от причинителите на холандската брястова болест. Първоначално видът е описан като с името Graphium ulmi, и едва по-късно родът им е променен на Ophiostoma.
Холандската брястова болест е открита в Европа в началото на 20 в. Брястовете и тогава е смятани за екологически важни, преобладаващи в смесените и широколистни гори, наводняваните места и ниските зони около реките и потоците. Те са засаждани в градовете заради красивия си вид и осигуряваната от тях сянка заради формата на короната им. Настъплението на холандската брястова болест в началото на 1920-те и отново през 1970-те довели до изсъхването на повече от 40 милиона дървета американски бряст.
Ophiostoma ulmi е първият известен причинител на холандската брястова болест. След нейното откриване през 1910 г. се появяват нови форми на гъбата и по-специално Ophiostoma novo-ulmi и както изглежда са по-агресивни в инфекцията и по-устойчиви на мерките за борба.

## Гостоприемници и симптоми
Ophiostoma ulmi има относително тесен кръг гостоприемници, тъй като тя инфектира само брястове и Zelkova carpinifolia.. Предпочитаният от брястовете хабитат вероятно има голяма роля в това, те да са податливи домакини на брястовата болест. Например от трите местни европейски вида (Ulmus glabra Huds., Ulmus laevis Pall. and Ulmus minor) всичките са възприемчиви на инфекция от Ophiostoma ulmi, но Ulmus glabra е с много по-малка вероятност да бъде ваксиниран, отколкото Ulmus minor. Така е, защото насекомото – вектор на инфекцията предпочита топлия влажен хабитат на Ulmus minor пред студения, почти субарктичен хабитат на Ulmus glabra. По тази причина Ulmus minor е бил почти напълно елиминиран от болестта. В Северна Америка Ulmus americana, U. thomasii, U. alata, U. serotina and U. rubra са определени като силно уязвими от холандската брястова болест, докато U. crassifolia е по-малко застрашен.
Ophiostoma ulmi причинява симптомите, обичайно свързани със съдови повяхвания. Дърветата, които са били инфектирани от вектора показват симптоми като вехнене на листа, пожълтяване на по-големи или по-малки клони, кои. то са били колонизирани от короядни бръмбари Сколитиди. Пораженията са най-ясно видими юли до есента. Дървета, които са поразени чрез коренови присадки развиват много по-бързо болестта, защото е атакувано цялото дърво наведнъж. Диагностицирането на брястовата болест обикновено се прави чрез изследване на проба от ксилема на клоните. За тази болест е характерна появата на кафяви ивици по структурата на дървесината, а също и образуване на тилози по дървото като реакция на гъбичната инфекция.
Усилията за развъждане започват от 1920-те години в опит за борба със заболяването и някои от кръстоските на уязвимите европейски с резистентни азиатски видове брявт се оказват по-слабо възприемчиви към патогена. По-късно обаче с появата на Ophiostoma novo-ulmi много от тези устойчиви хибриди се борят да оцелеят.

## Околна среда
Ophiostoma ulmi инфектира кората и ксилема на брястовото дърво. Тя е била открита в северна Африка и Океания, докато болшинството от поразените дървета са в Европа, западна централна Азия и Северна Америка. Макар да има различни спекулации как болестта е стигнала до Северна Америка, повечето експерти са съгласни, че причината е в човешка дейност.
Пролетно време дърветата произвеждат т.нар. „пролетна дървесина“ с помощта на запасите от нишесте от предишния сезон. Тази тъкан в ксилема се отличава с по-дълги съдове и относително тънки стени, което я прави идеален хабитат за патогена. В пролетната дървесина гъбичките се разпространяват бързо и има голяма вероятност дървото да загине. След това през сезона на растеж дървото използва синтезираните в листата захари за да подхранят новата, „лятната дървесина“. В нея съдовете са по-къси и с по-дебели стени и това затруднява разпространението на инфекцията.
Патогенът навлиза в домакина си с помощта на бръмбари Сколитиди, като завземат размножителните галерии, които насекомото прави. По-голямо е въздействието им върху градските райони, където освен от насекоми дърветата са отслабени и от суша.
O. ulmi предпочита субтропичен климат за спорообразуването си при оптимални температури между 27.5 и 30℃ и висока влажност. Това силно ограничава патогена на по-голяма надморска височина и географска ширина. При формирането си други структури могат да понесат и по-студена среда. Кондиумите се формират около 20℃, докато перитециумите се формират при 8 – 10℃. Подлагането на високи летни температури, съчетано с ниска влажност силно ограничава споруването нас гъбичките. Поради това те избягват по-тънките клони и се установяват в области с по-дебела кора, които изобилстват с влага и хранителни вещества.
Химическия контрол на заболяването с инсектициди и фунгициди не са показали успех в миналото и често са твърде скъпи. Много общности са възприели културни практики ограничаващи разпространението на тази болест. Това включва канализация, избягване формирането на брястови монокултури и прекъсването на кореновия контакт между дърветата.

## Цикъл на холандската брястова болест
Ophiostoma ulmi може да се размножава безполово, като презимува в кората и горните слоеве на мъртво или загиващо дърво като мицел и синема. Синемата развива кондиуми, които са лепкави и се разпространяват от вектори, в случая бръмбари сколитиди (корояди). Кондиумите полепват по телата на зрелите бръмбари и се разпространяват в тулелите (галерии), които насекомот прояжда. Ведъж попаднали там спорите покълват и произвеждат мицел. В края на зимата и началото на пролетта мицелът бързо се разпространява. Същевременно гъбичката отделя ензими, които разрушават клетъчните стени в ксилема и гъбичката прораства в дървесната тъканб. Тук тя произвежда милиони кондиуми, които биват бързо транспортирани с потока на мъзгата. С разрастването си мицелът започва да блокира съдовата система на дървото, причинявайки характерното вехнене на листата. Докато прояждат нови галерии короядите влизат в контакт с кондиумите в мъзгата, които се полепват по телата им и биват пренесени към следващото дърво, където насекомото се храни.
Болестта може да се разпространява също когато корените на инфектирано дърво влязат в контакт с корените на друго дърво чрез обмена на хранителна мъзга.